# Profesor
Profesor (z latinského profiteri, přibližně veřejně vyznávat) je nejvyšší pedagogická hodnost vysokoškolského pedagoga, tedy vyšší než docent. Jmenování profesorem a právo užívat označení „profesor“ („prof.“) je doživotní.
Dle úzu je zkratka prof. umístěna před jménem jako titul, přičemž se doporučuje psát zkratku s malým počátečním písmenem, pokud jí nezačíná větný celek. Větný celek se však obecně nedoporučuje začínat zkratkou. V zahraničí této hodnosti zhruba odpovídá pozice professor, která však na rozdíl od Česka nemívá charakter doživotního „označení“, ale je zpravidla spjata s příslušným funkčním místem.
Jiný význam má označení „profesor“, jež se užívalo a někde dosud užívá k označení pedagoga na gymnáziu či jiné střední škole. V minulosti bylo rovněž používáno spojení „středoškolský profesor“ a „univerzitní profesor“ jakožto označení regulovaného povolání. Jako kupř. (angl.) Research Professor jsou ekvivalentně označováni doktoři věd, což jsou primárně jen vědečtí, nikoliv i pedagogičtí pracovníci.

## Česko

### Činnost
Profesoři se zpravidla podílejí na vědecké (či umělecké) a pedagogické činnosti, mohou provádět základní či aplikovaný výzkum (teoretický, klinický, experimentální), vedou vědecké týmy, školí studenty v doktorských studijních programech (doktorandy, tedy Ph.D. studenty), vedou výuku klíčových předmětů (předmětů ze kterých se dělá státní zkouška), mohou také vést výuku nebo přednášky v jednotlivých předmětech, někdy mohou také vést semináře, resp. cvičení. Dále publikují, vystupují v roli garantů studijních programů či studijních oborů – pracují na jejich zdokonalování; profesoři jsou pak klíčoví pro akreditace („drží obor“). Dále vystupují v rolích školitelů doktorandů při disertačních pracích, rovněž mohou předsedat různým komisím nebo se jich účastnit. Mohou též vystupovat jako vedoucí či oponenti rigorózních prací, nebo též magisterských (diplomových) prací, příp. též i bakalářských prací. Zasedají ve vědeckých (či uměleckých) radách fakult, vědeckých (uměleckých, či akademických) radách vysokých škol, různých kolegiích atd. Další náplní jejich práce je například tvorba vysokoškolských skript, tedy odborných textů pro výuku konkrétních vysokoškolských předmětů (kurzů), příprava materiálů pro výuku, zkoušení studentů, rozvoj předmětů a dalšího směřování, zahraniční hostování, oponentura habilitačních prací, účast na vědeckých konferencích v tuzemsku či zahraničí, členství ve společnostech typu edičních rad, činnost recenzentů a další. Profesoři jakožto akademičtí pracovníci též mohou zastávat případně i jiné funkce, typicky řídící (manažerské), tedy pozice akademických funkcionářů, např. funkce rektorů, prorektorů, děkanů, proděkanů atp., případně též mohou působit na jiných institucích, např. na klinikách ve funkci přednostů atd.
Pro orientaci lze uvést, že profesorem obecně je či má být osobnost s výsledky v oboru uznávanými ve světě, tedy na mezinárodní úrovni.

### Jmenování profesorem
Jmenování profesorem je v současnosti v Česku upraveno v § 73 zákona o vysokých školách, ve znění pozdějších předpisů. Profesorem v ČR pro určitý obor jmenuje prezident republiky toho, kdo byl na jmenování profesorem navržen vědeckou nebo uměleckou radou vysoké školy, která získala pro toto řízení v daném oboru potřebnou akreditaci, a to na základě řízení ke jmenování profesorem. (Jmenování podléhá kontrasignaci předsedou vlády.) Řízení ke jmenování profesorem může probíhat na vysoké škole, která má akreditovaný doktorský studijní program (tedy univerzitního typu), v jehož rámci se zde vyučuje obor jmenování nebo alespoň jeho podstatná část. Zároveň je nutné, aby vysoká škola nebo její součást disponovala platnou akreditací pro konání řízení ke jmenování profesorem.
Návrh vědecké (umělecké) rady vysoké školy na jmenování profesorem pro daný obor se prezidentu republiky podává prostřednictvím ministra (školství, vnitra, či obrany), pokud kandidát úspěšně projde řízením ke jmenování profesorem. Ministr vrátí návrh na jmenování profesorem vědecké (umělecké) radě vysoké školy, pokud nebyl dodržen postup při řízení ke jmenování profesorem stanovený zákonem, přičemž vrácení návrhu musí být odůvodněno. Na jmenování profesorem se nevztahuje správní řád. Návrh tak nejprve prochází určitou kontrolou ze strany ministerstva. Následně je o tomto zpravena Vláda České republiky. Vláda na svém jednání, kde ministr návrhy na jmenování předkládá, následně přijímá usnesení o tom, zda předsedovi vlády doporučuje, či nedoporučuje, aby spolupodepsal rozhodnutí prezidenta republiky o jmenování. Jde přitom podle čl. 63 odst. 2–4 Ústavy o rozhodnutí prezidenta republiky, které ke své platnosti potřebuje spolupodpis (kontrasignaci) předsedy vlády nebo jím pověřeného člena vlády a za které nese odpovědnost vláda. Jmenovací dekret tak nese podpis prezidenta a předsedy vlády.
Jmenování profesorů se ze zákona uskutečňuje nejméně dvakrát za kalendářní rok (zpravidla na jaře a na podzim). (Například v roce 2015 proběhlo jmenování profesorů s účinností od 1. května 2015 v datu 12. června 2015, druhý termín pak proběhl v datu 1. prosince 2015.)
Již po jmenování prezidentem je následně možné profesora formálně oslovovat touto hodností, tedy užívat toto označení (nikoliv až po obsazení místa profesora), např. prof. MUDr. Jan Novák, Ph.D., prof. Ing. Jan Novák, Ph.D., prof. MgA. Jan Novák, prof. RNDr. Jan Novák, CSc., prof. JUDr. Jan Novák, Dr. – pane profesore, ve všech případech.
Titulu „profesor“ získanému v ČR se ze zákona za rovnocenný pokládá odpovídající titul získaný v SR v době od 1. ledna 1993 do 28. března 2015, kdy vypršela platnost příslušné mezivládní dohody.

### Řízení ke jmenování profesorem
Řízení, které předchází jmenování profesorem (řízení ke jmenování profesorem, jmenovací řízení) je upraveno v § 74 zákona o vysokých školách, ve znění pozdějších předpisů. Dle toho se profesorem může stát docent (výjimečně též profesor na renomované vysoké škole v zahraničí), který je význačnou a uznávanou vědeckou nebo uměleckou osobností ve svém oboru a který úspěšně projde řízením ke jmenování profesorem. Uchazeč, který řízením ke jmenování profesorem úspěšně projde, je tedy způsobilý zastávat pozici profesora na vysoké škole. V řízení ke jmenování profesorem se prokazuje pedagogická a vědecká nebo umělecká kvalifikace uchazeče. Jmenovací řízení se zahajuje na návrh uchazeče. Příslušný návrh musí být podpořen alespoň dvěma dalšími profesory stejného či příbuzného oboru (jejich stanovisky), případně návrhem děkana či rektora, a který posuzuje vědecká rada dané fakulty, resp. následně vědecká rada dané vysoké školy (u vysokých škol uměleckého směru umělecká rada). Tato rada jmenuje pětičlennou hodnoticí komisi, jejímiž členy mohou být jen profesoři, docenti nebo jiní významní představitelé daného nebo příbuzného oboru (např. doktoři věd). Rada po projednání a tajném hlasování přednese návrh, zda má být uchazeč jmenován, či nikoli. Zpravidla se zohledňují a posuzují: publikační činnost, pedagogická činnost, délka praxe, počty doktorandů a doktorů, výzkumná a vědecká činnost (viz např. též Hirschův index), její výsledky, příp. umělecká činnost, účast na řešení grantů (typicky GA ČR / TA ČR), zahraniční praxe, hostování, absolvované zahraniční či tuzemské stáže, účast na projektech a další výsledky a činnosti. Pokud je návrh pozitivní, uchazeč musí přednést přednášku (profesorská přednáška), ve které předloží svou koncepci výuky ve svém oboru a koncepci vědecké (či umělecké) práce. Následuje tajné hlasování vědecké rady. Proti procesnímu postupu v řízení může uchazeč podat námitky, o kterých rozhoduje rektor. Na řízení ke jmenování profesorem se nevztahuje správní řád.
Vysokoškolský zákon uvádí, že v uměleckých oborech může příslušná umělecká (vědecká) rada prominout uchazeči o jmenování požadavek vysokoškolského vzdělání. Řízení ke jmenování profesorem je  zpravidla spojeno s finančními poplatky, které jsou příjmem dané vysoké školy. Jmenovací řízení by zpravidla mělo být vedeno tak, aby mohlo být ukončeno do 12 měsíců od jeho zahájení, přičemž podrobnosti bývají upraveny v jednotlivých vnitřních předpisech (jmenovacích řádech) univerzit.

### Historie
Professor byl ve starověkém Římě veřejný, vládou ustanovený a placený učitel.
Od 17. století tvořili univerzitní profesoři na každé fakultě profesorský sbor a dělili se na:
- professores ordinarii – profesory řádné, vybavené určitými právy, kteří mohli být voleni děkany a rektory;
- professores extraordinarii – profesory mimořádné, vyučující předměty, které nebyly státem systemizovány; nemohli být voleni děkany a rektory.

Univerzitní profesoři byli též zváni doctores nebo magistri, studenti byli zváni scholares. Kromě toho existovali professores honorarii, profesoři čestní, s právem, nikoli povinností, vyučovat na univerzitě, a suplující profesoři, kteří zastupovali řádné profesory a za to dostávali peněžitou odměnu k platu (remuneraci).
V Česku a na Slovensku (někdy též i v Rakousku a v zemích bývalého Uherského království) přetrvává nepamětný zvyk titulovat „profesory“ i učitele na gymnáziích, případně i na dalších středních školách. Pracovní označení „středoškolský profesor“ přiznával vysokoškolsky vzdělaným pedagogům československých středních škol ještě zákon o vysokých školách z roku 1966. Ottův slovník naučný uvádí, že učitelé, kteří nejsou profesory, se tak zpravidla titulují proto, že: „jest [profesor] titulem oblíbeným a maje sloužiti ku zvýšení lesku jména“.
Vědecko-pedagogický titul (tedy doživotní označení kvalifikace), nikoli hodnost, profesor (ve zkratce „prof.“ či „Prof.“, v závislosti na konkrétním zákonu) se udílel do roku 1998, do Boloňského procesu, a to podle vysokoškolského zákona z roku 1990 či zákonů dřívějších (z roku 1980 či z roku 1966). Pozdější zákony uvedené nechaly v platnosti, respektive ponechaly uvedené beze změn. Od prosince 1969 mohl navíc tento titul navrhovat k udělení i ministr školství tzv. za zásluhy, tedy bez řádného jmenovacího řízení. Pozdější vysokoškolský zákon z roku 1980 uvedené taktéž umožňoval. V letech 1980–1989 tak mohl navrhovat k udělení titul profesor (obdobně i docent) též ministr školství ČSR (SSR) bez řádného jmenovacího řízení.
Po revoluci byly novým vysokoškolským zákonem z roku 1990 vědecko-pedagogické tituly takto přiznané mezi 22. prosincem 1969 a 1. lednem 1990, odňaty. Pro jmenování profesorem tak byla zavedena povinnost nejprve úspěšně absolvovat jmenovací řízení bez uvedené možnosti (pravomoci) ministra, přičemž profesory i nadále jmenoval prezident republiky, a to na základě návrhu předloženého ministrem, nicméně již bez přímé ingerence ministra. Později, až do roku 1998, na základě vysokoškolského zákona z roku 1990, tedy až do přijetí nového vysokoškolské zákona, který již stavěl na principech Boloňského procesu, se ještě udílel titul profesor (obdobně též docent), tento zákon však již zkratky těchto titulů nekodifikoval. Pozdější zákony je nechaly v platnosti, respektive uvedené ponechaly beze změn.
Nový vysokoškolský zákon od roku 1998 již uvedené za tituly nepovažuje, rovněž neuvádí ani jejich zkratky, nejvyšším titulem je tak doktor (ve zkratce Ph.D.), nicméně stále se po jmenování jedná o získání doživotního – nyní „označení“ – nositele. Jmenovací řízení byla podstatným způsobem v tomto zákoně zpřesněna, kupř. příslušná komise musí být ze zákona pětičlenná. Tento zákon i po novelizování, tedy současný zákon č. 111/1998 Sb., ve znění pozdějších předpisů, po Boloňském procesu, který vysoké školství v Evropě do jisté míry sjednocuje, ponechal v ČR i nadále rozdíl mezi ustanovováním na pracovní místo profesora (či docenta) a jmenováním profesorem (docentem), tj. přiznáním doživotního označení „profesor“ („docent“), které osvědčuje kvalifikaci dané osoby. Jmenovací řízení či habilitační řízení, stejně jako fakultativní rigorózní řízení, (event. i řízení k udělení vědeckého titulu) nepředstavuje však dle tohoto zákona další vysokoškolské studium, jehož nejvyšším stupněm je doktorské studium, na jehož základě je přiznáván akademický titul doktor (Ph.D.), tedy kvalifikace doktorského stupně (doctor's degree, doktorské vzdělání, 8 v ISCED). Například v občanském průkaze se tak označení profesor (docent) u jeho současných držitelů tedy event. uvádí plně vypsané, dle zákona jakožto označení (de facto stále jako titul, tedy doživotní označení kvalifikace).
V Česku se uvedené historické rozdělení na (řádné) profesory a mimořádné profesory opět zákonem zavedlo od roku 2016; český vysokoškolský zákon též udává, že postavení hostujících profesorů a emeritních profesorů stanoví vnitřní předpis vysoké školy.

### Kritika
Současný systém obsazování pracovních míst profesorů, jmenování profesorů a řízení ke jmenování profesorem bývá kritizován, a to ačkoli i v Česku proběhl Boloňský proces, který uvádí jako poslední/finální (terminal degree), tedy jako nejvyšší možnou kvalifikaci, doktorský program (akademický titul doktor – Ph.D.), což je kvalifikace (vzdělání) doktorského stupně (blíže ISCED). Nicméně i nadále je v Česku jmenování profesorem hlavou státu bráno de facto jako získání dalšího titulu (přesněji přiznání doživotního označení) profesor, a to historicky během akademického obřadu podobného promoci, tedy nikoliv jakožto ad-hoc rozhodnutí např. rektora zakládající pracovněprávní vztah, a to ani vůči vysoké škole na níž jmenování profesorem proběhlo, ani vůči škole na níž je dotyčný zaměstnán, jako je tomu např. u odborných asistentů, asistentů či lektorů. V praxi je tedy v Česku brán i nadále jakožto další titul, tak jako tomu bylo historicky před tímto procesem. Praxe je tedy taková, že po řádném zakončení jmenovacího řízení a následného jmenování profesora (prezidentem) není profesor jmenován na příslušné místo (pozici) na vysoké škole, ze kterého by mohl být případně odvolán a již by profesorem nebyl, ale jedná se nejprve o získání tohoto doživotního označení „jmenováním“ a následně se dotyčný profesor může ucházet o pracovní pozici shodně pojmenovanou jako profesor na vysoké škole, na kterou je zpravidla nutné absolvovat výběrové řízení, nicméně i po skončení na tomto pracovním místě je dotyčný stále kvalifikován jako profesor (nikoliv pouze jako doktor – jako je tomu běžné např. v anglosaském světě). Profesoři však po svém jmenování obdrží jmenovací dekret, tedy nikoliv vysokoškolský diplom jako v případě akademických titulů.
Například se uvádí, že: komunistický režim v rozporu s předchozí tradicí zavedl označení „profesor“ a „docent“ jako „vědecko-pedagogické tituly“ oddělené od příslušného pracovního místa, jejichž udělení však bylo kvalifikačním předpokladem k obsazení pracovního místa stejného označení; a že uváděné vycházelo z toho, že hodnocení způsobilosti pro funkci učitele musí vycházet ze všech základních hledisek politické, ideologické a odborné vyspělosti, která jsou naprosto rovnocenná, tedy že zavedení titulů-kvalifikací bylo chápáno jako nástroj posílení stranické kontroly nad kádrovou prací na vysokých školách. Popř. se též uvádí, že návrhů na jmenování nesmí být ani příliš mnoho (v jednom termínu), protože pak by se „profesoři a jejich rodiny nevešli do Velké auly Karolina, kde se promoce koná.“ Například Pavel Mertlík uvádí, že profesor nemá být doživotní titul udělovaný prezidentem, ale má jít o funkční místo. Biochemik Jan Konvalinka vysvětlil, že: „Současný systém habilitace-profesura považuji za umělou překážku, pomocí které si na univerzitách bráníme své území před konkurencí zvenčí.“ Uváděné doživotní profesorské tituly např. již měla zamýšlet zrušit Vláda Petra Nečase.
Obdobný systém funguje v současnosti též u nižší hodnosti – docenta, který je rovněž de facto stále brán jako titul (v tomto případě je v Česku jmenuje rektor). Například Mikuláš Bek, rektor Masarykovy univerzity, v jednom z rozhovorů pro Mladou frontu v roce 2014 situaci vysvětlil následovně: „(...) já jsem dlouhodobě příznivcem toho, aby profesory ustanovovaly jednotlivé univerzity. Aby je nejmenoval prezident ani ministr, nýbrž vysoké školy samy. Klíčová je tam úloha vědeckých rad, v níž je rektor přítomen jen jako jeden z členů.“ Dále uvedl: „Současné uspořádaní [v Česku] je přežitkem poměrně vzdálené minulosti, totiž doby před druhou světovou válkou, kdy profesoři byli vlastně státními úředníky. Univerzity tehdy nebyly samostatnými právními osobami, nýbrž byly součástí státu. Profesor byl v postavení státního úředníka, tak bylo logické, že jeho jmenování je podepsáno prezidentem jako představitelem státu. Ale situace se výrazně změnila po druhé světové válce. Od té doby jsou v Evropě univerzity samostatné právnické osoby a je velmi zvláštní, že někdo mimo právnickou osobu jmenuje její zaměstnance do hodnosti, která souvisí s pracovním zařazením člověka. Nepovažuji to za logické, na rozdíl od armády, kde prezident jmenuje generály, protože prezident je vrchní velitel armády. Ale u vysokých škol prezident není vrchním velitelem. To je ale můj názor, který je v tuto chvíli určitě menšinový, byť není osamocený. Zakládá se také na zkušenosti ze zahraničí, protože systém tak, jak je u nás, nikde jinde v Evropě nefunguje.“ Někdy se např. uvádí, že (v Česku) by se nemělo jednat o „doživotní kvaziaristokratické tituly“ (docent/profesor), resp. že by se mělo jednat o pracovní (funkční) pozice.
V rámci proběhlé reformy vysokých škol v Česku (zákon č. 137/2016 Sb.) se uvedené zvažovalo, tedy zda profesory bude dál jmenovat prezident (případně ministr školství, či předseda Senátu), či samotné vysoké školy (univerzity) – ty však byly pro zachování současného stavu. V rámci reformy uvedl k nastavení zmíněných principů Václav Klaus, bývalý český prezident, mimo jiné též profesor, že (...) vysoké školství [v Česku] neprodukuje ani kvalitní vzdělávání ani vědu (...) školy podle něj usilují hlavně o růst počtu studentů a množství titulů u svých učitelů.
Václav Bělohradský, český profesor, v roce 2016 v jednom z rozhovorů k současnému nastavení univerzitního prostředí v Česku uvedl, že univerzity (...) jsou zcela odtržené od reality, dokonce i od případných čtenářů z akademických řad. „Funguje ‚univerzitní škvár‘, to jsou spisy, na které dostanete nějaký grant – a pak je odnesete do sklepa. Univerzitní systém je nastaven tak, že produkuje texty bez čtenářů jako základní podmínku kariéry,“ vysvětluje. Sám nevylučuje, že pohledem zvenku jednou zjistí, že „to, co jsem psal, byly blbosti.“ Kupříkladu Rudolf Haňka, profesor Univerzity v Cambridgi, uvádí, že: „V celém světě jsou ale profesoři jmenováni univerzitou, protože jsou jejími profesory. V Česku jde o přežitek rakousko-uherského modelu, kdy profesory vždy jmenoval císař. Ale zapomíná se na to, že i císař jmenoval profesora Karlovy univerzity, a ne profesora Rakousko-Uherska. Vždy šlo o místo na konkrétní univerzitě. V roce 1918 profesory podle nové ústavy začal jmenovat prezident, ale v zákonu již stálo: na doporučení dané vysoké školy. Až v roce 1952 a 1953 ministr Zdeněk Nejedlý vymyslel koncept státního docenta a státního profesora, čímž chtěl spíše odměňovat věrné straníky, dát jim nějaký ten zlatý řetěz a podobně. Problém je, že i po více než dvaceti letech od sametové revoluce zůstává ten systém uzavřený modernímu myšlení.“

## Zajímavosti

### Česko
- Zatímco v roce 1991 byli jmenovaní profesoři průměrně ve věku 63 let, v roce 2012 jim bylo průměrně 51 let.[57]
- Nejvíce mladých profesorů je z oboru elektroniky a IT; s nižším věkem profesorů začíná Česko dohánět zahraničí.[57]
- Dosud nejmladším profesorem v Česku byl jmenován prof. Ing. Martin Zatloukal, Ph.D., DSc. – v 32 letech.[58][59][60]
- V prvním termínů jmenování profesorů (v roce 2016) bylo z 53 kandidátů 9 žen, nejstaršímu kandidátovi bylo 73 let, nejmladších bylo pět čtyřicátníků – nejvíce kandidátů navrhla UK (18), VUT (5) a VŠB-TUO (5); mezi návrhy převažovaly osobnosti z technických oborů (14) a lékařství (13).[61]
- Jmenovací dekret podepisuje nově jmenovaným profesorům a profesorkám prezident republiky spolu s premiérem, předávání se většinou též účastní i ministr školství; historicky jmenování obvykle v Česku probíhá v budově pražského Karolina při slavnostním akademickém obřadu.[62][63][64]
- Mezi akademickými pracovníky bylo k roku 2009 34 % žen, ty navíc méně často dosahují vyšších titulů – mezi docenty je pak pouze 26 % žen a pouze 16 % profesorů jsou ženy.[65]
- Průměrný výdělek vysokoškolských pedagogů byl k roku 2009 podle ministerstva 33 500 Kč, nejméně brali odborní asistenti mladší 30 let, naopak profesoři měli průměrně přes 50 tisíc Kč.
- Na českých vysokých školách působilo k roku 2010 necelé dva tisíce profesorů a profesorek.[62]
- V uplynulých letech bylo každoročně jmenováno kolem 150 nových profesorek a profesorů; celkem na českých vysokých školách k roku 2010 působilo zhruba 1900 profesorů v plném pracovním úvazku.[62]
- Například na UK v Praze působilo k roku 2010 asi 500 profesorů a profesorek, na MU v Brně 230.[62]
- Žen-profesorek v Česku přibývá, statisticky to tak přibližuje ČR kupříkladu ke skandinávským zemím.[62]
- Akademičtí pracovníci se získáním pozice profesora dostávají do vyšší třídy, pro vysokou školu jsou důležití jako garanti při akreditaci oborů.[66]
- Kupříkladu pří jmenování v jarním termínu v roce 2014 měla nejvíc nových profesorů tradičně UK (32), následovaná JU, MU, MENDELU, VUT, ČVUT a UP (shodně 6).[66]
- V roce 2014 bylo mezi novými profesory 10 žen z celkem 64 jmenovaných; s 19 novými profesory měla největší zastoupení tradičně UK, dále ČVUT (7), MU (7), VUT (6), přičemž nejvíce byly zastoupeny obory z oblasti lékařství, historie, fyziky a techniky.[67]
- V rámci reformy vysokých škol v Česku se uvažovalo nad tím, zda bude profesory dál jmenovat prezident republiky (příp. ministr školství, či předseda Senátu), či to budou, tak jako u docentů, samotné vysoké školy (univerzity) – ty byly pro zachování současného stavu.[67]
- V roce 2009 na VŠE byl průměrný výdělek profesora 61 854 Kč, v porovnání s tím docenta pak pouze 44 268 Kč (odborného asistenta 32 601 Kč, asistenta 23 964 Kč a lektora 19 260 Kč).[68]
- Kupříkladu na Fakultě podnikohospodářské VŠE byl v roce 2009 průměrný výdělek profesora 78 178 Kč, docenta pak pouze 43 218 Kč.[68]
- V roce 2010 si vydělal v průměru český akademický pracovník na veřejné vysoké škole 36 636 Kč hrubého (včetně nadtarifů), profesoři dosáhli na průměr 60 098 Kč (docenti na 45 551 Kč, odborní asistenti pak v průměru na 31 041 Kč měsíčně).[69]
- Vedení MŠMT uvádí ten fakt, že filozofické fakulty nemohou mít z principu vysoké výdělky profesorů (i docentů), protože i když mají hodně studentů, peníze dostávají podle nízkého koeficientu, navíc mají omezené možnosti, jak získat peníze z jiných zdrojů (kupř. spoluprací s průmyslem).[70]
- K roku 2004 mělo v ČR bezkonkurenční prvenství v ohodnocení vysokoškolských pedagogů VŠCHT (v průměru přes 34 tis. Kč).[70]
- Aktuálně.cz uvádí, že Václav Klaus jmenoval celkem 1550 profesorů.[71]
- Aktuálně.cz označilo Česko jako „Zemi profesorů,“ dle nich vzhledem k počtu obyvatel má Česko odhadem nejméně dvakrát víc profesorů než Velká Británie nebo o dvě třetiny víc profesorů než Spolková republika Německo.[71]

### Svět
- Učitelé na vysokých školách k roku 2010 pobírali nejvyšší výplaty v Kanadě (7196 USD), Itálii (6955 USD) a JAR (6531 USD) – ČR patří na 21. příčku z 28 uváděných států (hluboko za ČR zůstávají platy učitelů například v Arménii, Rusku a Číně).[69]
- Profesor techniky k roku 2010 dosáhne i na stotisícové výplaty (v průměru), docent humanitní fakulty vydělává (opět v průměru) něco pod třicet tisíc.[69]
- Pro USA kupř. uvedl profesor Philip Altbach následující: „Ani plat profesora práva, který je o třetinu vyšší než v ostatních oborech, se nedá srovnat s tím, co vám dá jen trochu slušná právnická firma, například vedoucí pracovníci místní školské správy v USA si vydělají mnohem víc než ti, kteří je na vysokých školách učí; skutečně špičkoví akademičtí pracovníci se stávají součástí globálního akademického pracovního trhu a jejich platy pak mohou být opravdu hodně vysoké, ale u velké většiny ostatních vysokoškolských učitelů to neplatí.“[69]
- Vysokoškolští pedagogové v Nizozemí jsou s platem (v PPP) 5313 USD na vyšší střední úrovni, podobně je na tom SRN (5141 USD) a Norsko (4940 USD), UK (5943 USD) a USA (6054 USD) si vedou trochu lépe, kdežto Francie (3484 USD) a Japonsko (3473 USD) příliš požitků vysoce kvalifikovaným vysokoškolským učitelům nenabízejí (pro ČR je udávána hodnota 2495 USD).[72]